# Tortuna
För andra betydelser, se Tortuna (olika betydelser).

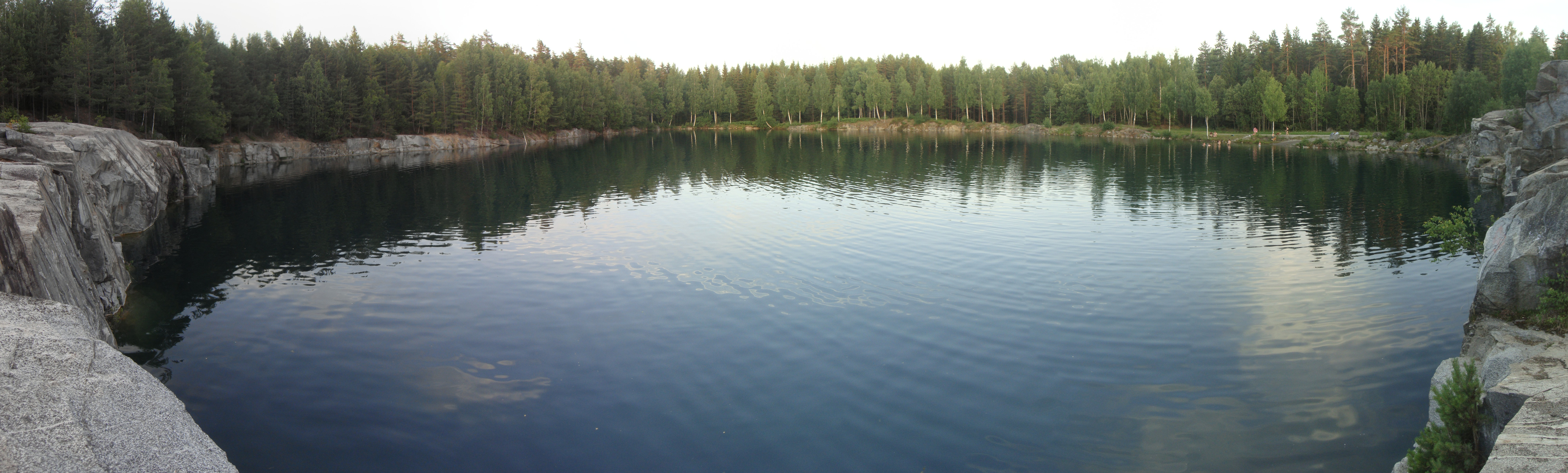
Tortunagropen.

Tortuna är en tätort i östra delen av Västerås kommun och kyrkbyn i Tortuna socken.

## Befolkningsutveckling
| Befolkningsutvecklingen i Tortuna 1975–2020 | Befolkningsutvecklingen i Tortuna 1975–2020 | Befolkningsutvecklingen i Tortuna 1975–2020 | Befolkningsutvecklingen i Tortuna 1975–2020 | Befolkningsutvecklingen i Tortuna 1975–2020 |
| ------------------------------------------- | ------------------------------------------- | ------------------------------------------- | ------------------------------------------- | ------------------------------------------- |
|                                             |                                             |                                             |                                             |                                             |
| År                                          |                                             |                                             | Folkmängd                                   | Areal (ha)                                  |
| 1975                                        | 1975                                        |                                             | 200                                         |                                             |
| 1990                                        | 1990                                        |                                             | 304                                         | 61                                          |
| 1995                                        | 1995                                        |                                             | 441                                         | 64                                          |
| 2000                                        | 2000                                        |                                             | 462                                         | 66                                          |
| 2005                                        | 2005                                        |                                             | 439                                         | 66                                          |
| 2010                                        | 2010                                        |                                             | 459                                         | 62                                          |
| 2015                                        | 2015                                        |                                             | 420                                         | 57                                          |
| 2020                                        | 2020                                        |                                             | 415                                         | 58                                          |
| Anm.: Ny tätort 1975                        |                                             |                                             |                                             |                                             |

## Samhället
Här finns kyrka, skola och serviceinrättningar. Den gamla järnvägsstationen Tortuna station är numera nedlagd, liksom järnvägen, som numera går ett hundratal meter söder om orten.
Norr om orten finns ett övergivet stenbrott för tonalit som huvudsakligen består av kvarts (kalkbrott anges felaktigt ibland) kallat Tortunagropen, som numera är en artificiell insjö. Det är ett avsides bad- och dykställe.

## Idrott
Mitt i Tortuna ligger Tortuna Idrottsplats, som är hemmaplan för byns fotbollsklubb Tortuna SK. Klubbens representationslag spelar 2015 i division 4 vilket man även gjorde året före. Detta efter att 2013 ha vunnit division 5 för första gången i modern tid. Laget lyckades med bedriften att på endast sex säsonger (2008-2013) avancera tre divisioner i Västmanlands seriesystem.
En bit utanför byn ligger också Tortuna Golfklubb.